# NGC 360
NGC 360 è una galassia a spirale situata nella costellazione del Tucano a una distanza di circa 103 milioni di anni luce dal Sistema solare.
Fu scoperta il 2 novembre 1834 da John Herschel.